# Reyvroz
 Reyvroz  es una comuna y población de Francia, en la región de Ródano-Alpes, departamento de Alta Saboya, en el distrito de Thonon-les-Bains y cantón de Thonon-les-Bains-Est.
Su población en el censo de 1999 era de 420 habitantes.
No está integrada en ninguna Communauté de communes u organismo similar.